# Pont Marie (métro de Paris)
Pour le pont, voir Pont Marie.
Pont Marie est une station de la ligne 7 du métro de Paris, située dans le 4e arrondissement de Paris.

## Situation
La station est implantée au sud du quartier Saint-Gervais, à proximité de ses limites administratives avec le quartier Notre-Dame. Elle se trouve en bordure de la Seine sous l'amorce du quai de l'Hôtel-de-Ville, au niveau de la place du Bataillon-Français-de-l'ONU-en-Corée, elle-même située à l'ouest du pont Marie et de la rue des Nonnains-d'Hyères. Approximativement orientée selon un axe est-ouest, elle s'intercale entre les stations Châtelet et Sully - Morland, tout en étant géographiquement assez proche de la station Saint-Paul, située sur la ligne 1.
Le tunnel de la ligne 14 entre les stations Châtelet et Gare de Lyon passe en profondeur au nord de la station Pont Marie, sans toutefois la desservir. Les tunnels des lignes A et D du RER entre la gare de Châtelet - Les Halles et Gare de Lyon se situent également à proximité.

## Histoire

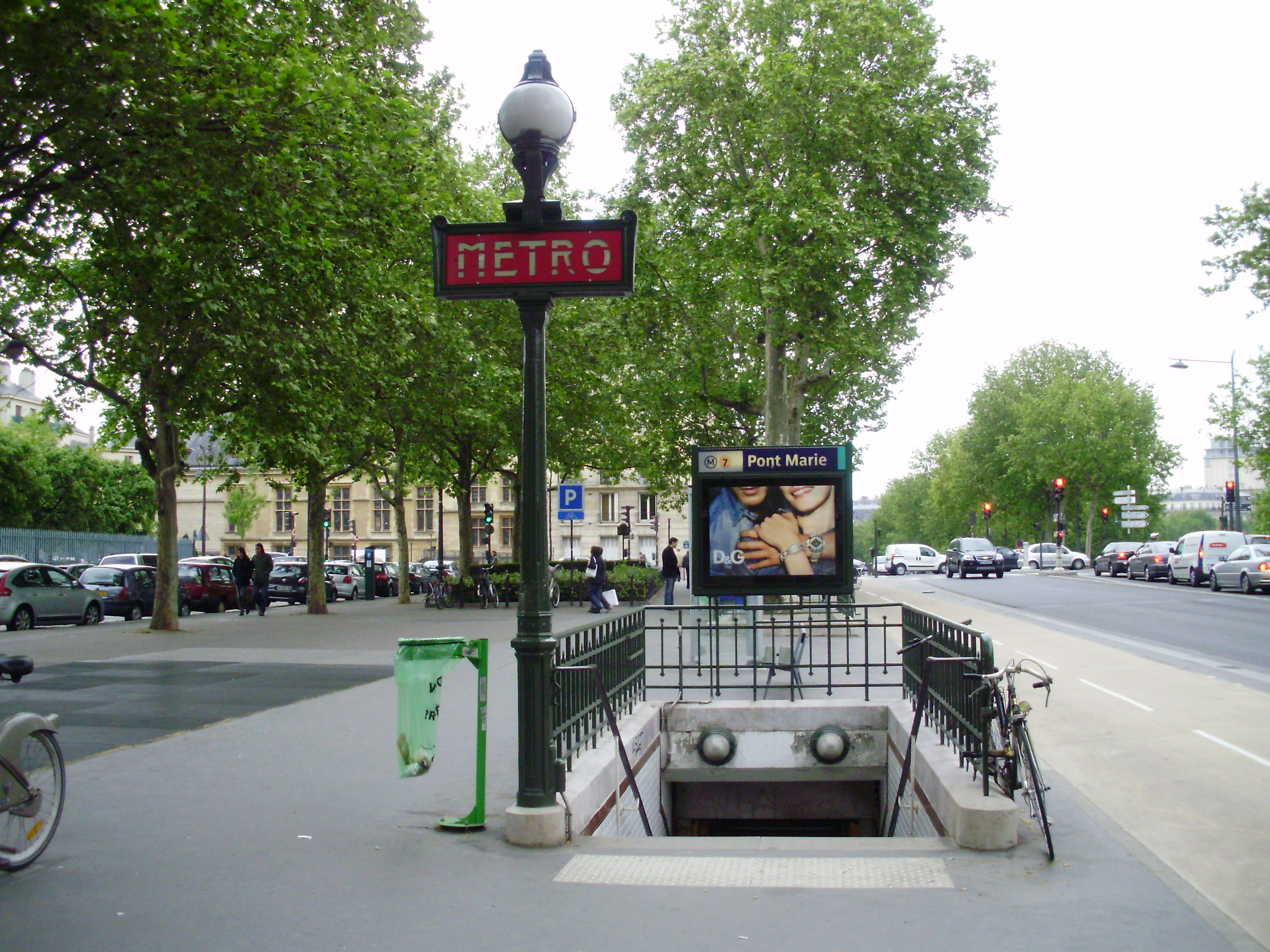
Entrée de la station sur la place du Bataillon-Français-de-l’ONU-en-Corée.

La station est ouverte le 16 avril 1926. Elle constitue le terminus sud de la ligne 7 depuis Porte de la Villette et Pré-Saint-Gervais, en remplacement du terminus précédent de Palais Royal (aujourd'hui Palais Royal - Musée du Louvre) jusqu'au 3 juin 1930, date à laquelle la ligne est prolongée d'une station supplémentaire jusqu'à Pont Sully (rapidement devenue Sully - Morland).
Elle tire sa dénomination de sa proximité avec le pont Marie, construit en 1614 à l'initiative de l'ingénieur-entrepreneur Christophe Marie qui lui a donné son nom.
La station porte comme sous-titre Cité des Arts du fait de sa proximité avec l'un des deux sites de la Cité internationale des arts, résidence artistique inaugurée en 1965, accueillant des artistes de toutes spécialités et de toutes nationalités.
Dans le cadre du programme « Renouveau du métro » de la RATP, les couloirs de la station et l'éclairage des quais ont été rénovés le 25 mars 2008.

Selon les estimations de la RATP, la station a vu entrer 1 733 641 voyageurs en 2019, ce qui la place à la 276e position des stations de métro pour sa fréquentation sur 302,. En 2020, avec la crise du Covid-19, son trafic annuel tombe à , la reléguant alors au 278e rang sur 304 des stations du réseau pour sa fréquentation,.
En 2021, la fréquentation remonte progressivement, avec 1 101 482 voyageurs qui sont entrés dans cette station ce qui la place à la 275e position des stations de métro pour sa fréquentation sur 304,.

## Services aux voyageurs

### Accès
La station dispose de deux accès constitués d'escaliers fixes établis dos-à-dos, agrémentés pour chacun d'une balustrade de type Dervaux et débouchant sur le terre-plein central de la place du Bataillon-Français-de-l'ONU-en-Corée, face à la Cité des arts :
- l'accès 1 « Quai de l'Hôtel-de-Ville », orné d'un candélabre Dervaux, se trouvant à hauteur du bâtiment du no 18 de la rue de l'Hôtel-de-Ville ;
- l'accès 2 « Pont Marie - Île Saint-Louis » se situant légèrement plus à l'est, au droit du square Albert-Schweitzer.

Accès à la station
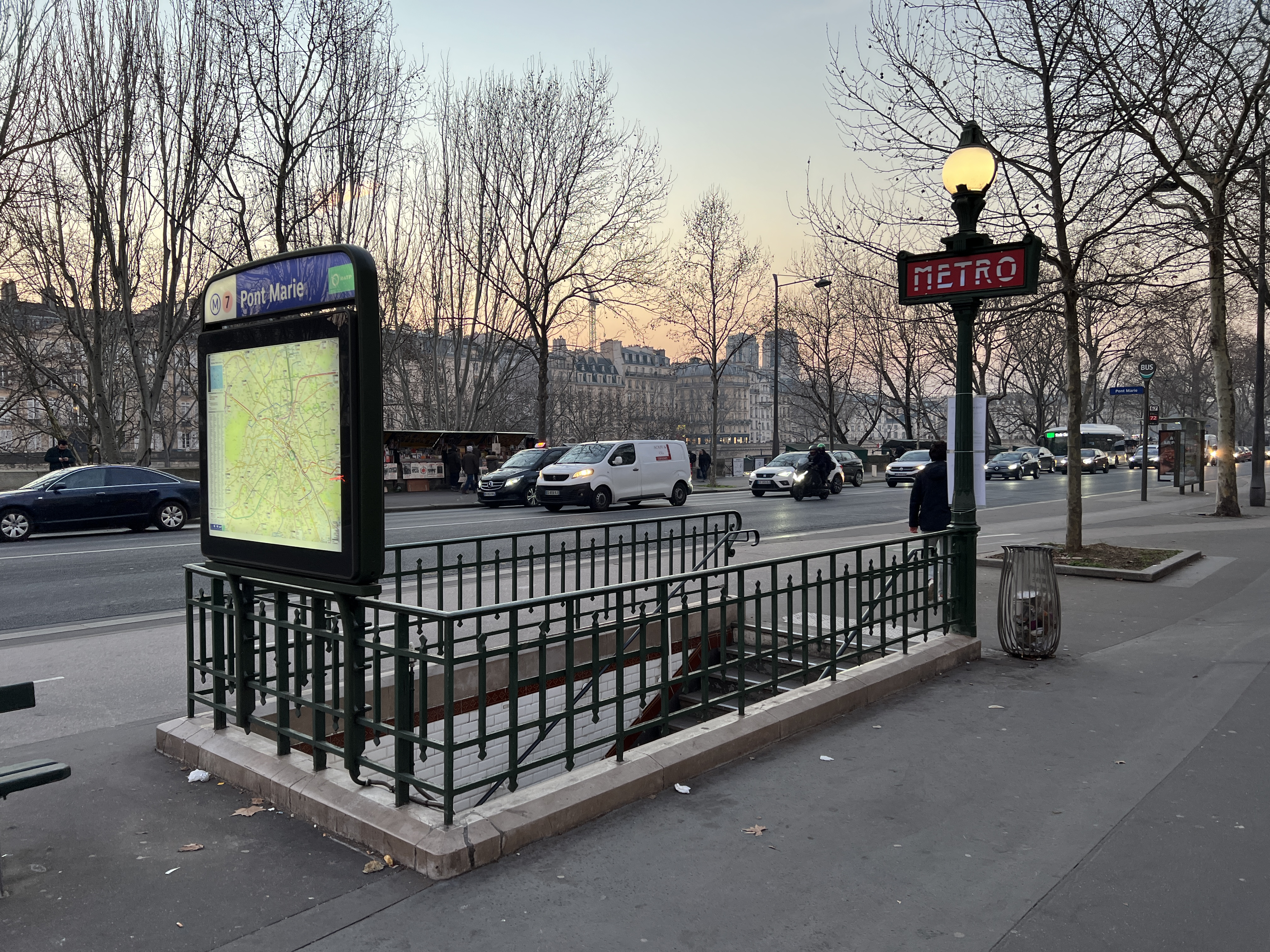
L'accès no 1 « Quai de l'Hôtel-de-Ville ».
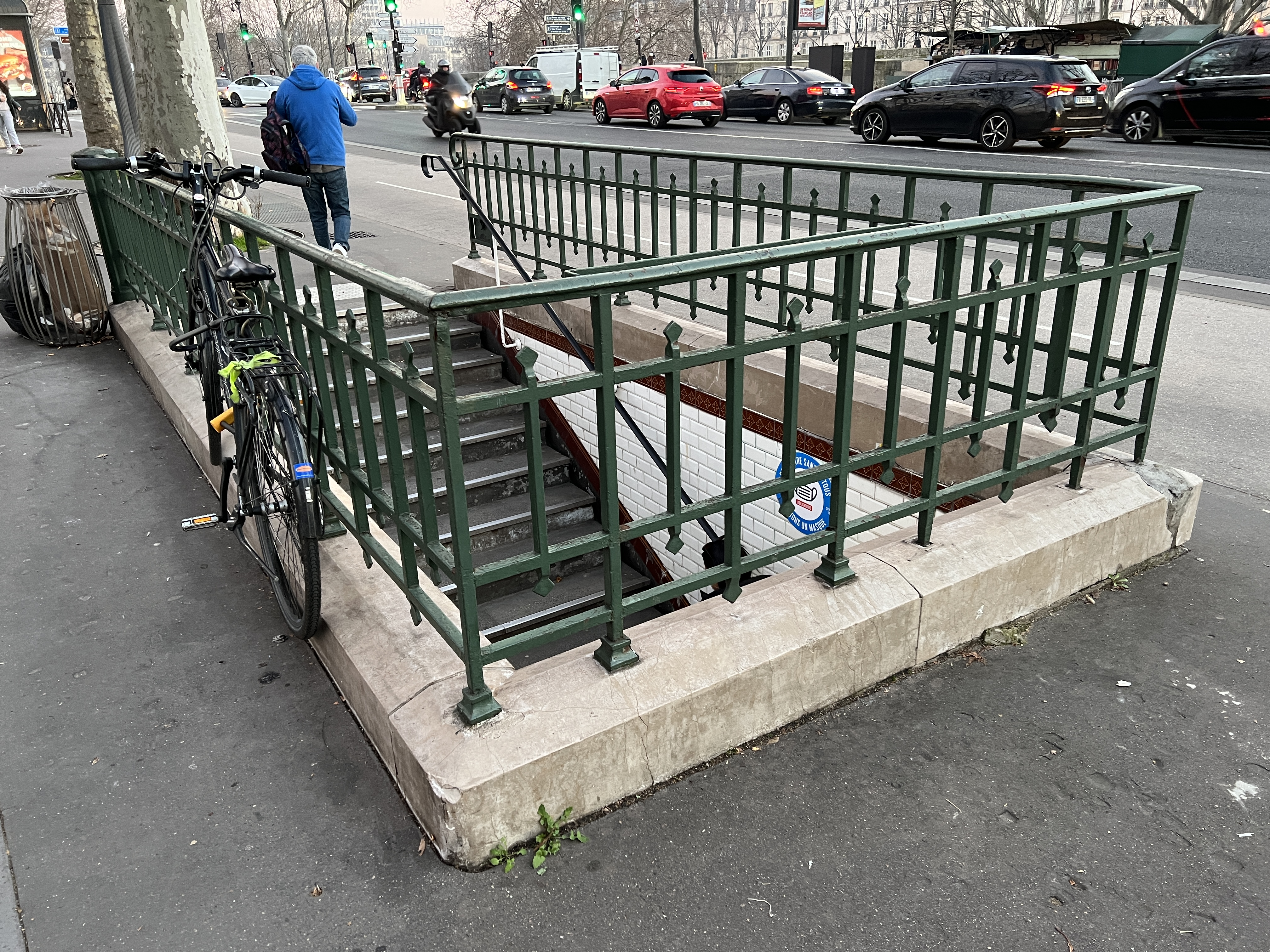
L'accès no 2 « Pont Marie ».

### Quais
Pont Marie est une station de configuration standard : elle possède deux quais séparés par les voies du métro et la voûte est elliptique. La décoration est du style utilisé pour la majorité des stations du métro : les bandeaux d'éclairage sont blancs et arrondis dans le style « Gaudin » du renouveau du métro des années 2000, et les carreaux en céramique blancs biseautés recouvrent les piédroits, la voûte, les tympans et les débouchés des couloirs. Les cadres publicitaires sont en faïence de couleur miel et le nom de la station est également en faïence dans le style de la CMP d'origine, tandis que le sous-titre figurant en dessous est inscrit en police de caractères Parisine sur des plaques émaillées aux dimensions réduites. Les sièges de style « Akiko » sont de couleur jaune.

### Intermodalité
La station est desservie par les lignes 67 et 72 du réseau de bus RATP.

## À proximité
- Pont Marie
- Cité internationale des arts
- Mémorial de la Shoah
- Square Albert-Schweitzer
- Hôtel des archevêques de Sens
- Jardin de l'Hôtel-de-Sens
- Jardin Roger-Priou-Valjean
- Square Marie-Trintignant
- Île Saint-Louis